# 10e étape du Tour de France 2012
Pour un article plus général, voir Tour de France 2012.
La 10e étape du Tour de France 2012 se déroule le mercredi 11 juillet 2012. Elle part de Mâcon et arrive à Bellegarde-sur-Valserine.

## Déroulement de la course
Au kilomètre 32, une échappée de 25 coureurs se forme, composée de Peter Sagan (Liquigas-Cannondale) et Andriy Grivko (Astana) rejoints par une contre-attaque de 23 coureurs avec Jean-Christophe Péraud (AG2R La Mondiale), Dmitriy Fofonov (Astana), Marcus Burghardt, Steve Cummings (BMC Racing), Thomas Voeckler, Yukiya Arashiro (Europcar), Egoi Martínez (Euskaltel-Euskadi), Sandy Casar, Yauheni Hutarovich, Matthieu Ladagnous (FDJ-BigMat), David Millar, David Zabriskie (Garmin-Sharp), Joan Horrach (Katusha), Michele Scarponi (Lampre-ISD), Dries Devenyns (Omega Pharma-Quick Step), Simon Gerrans, Matthew Goss (Orica-GreenEDGE), Luis León Sánchez (Rabobank), Yaroslav Popovych, Jens Voigt (RadioShack-Nissan), Fabrice Jeandesboz (Saur-Sojasun) et Karsten Kroon, Michael Mørkøv (Saxo Bank-Tinkoff Bank).
L'écart entre le peloton et le groupe des échappés monte jusqu’à 7 min 10 s (km 120). Au sprint intermédiaire de Béon, Goss devance Hutarovich et Sagan et reprend ainsi 5 points à ce dernier, le maillot vert. Dans l'ascension du col du Grand Colombier, l'échappée est rapidement réduite à 6 coureurs : Scarponi, Voeckler, Casar, Devenyns, Péraud et Sánchez, puis à la suite de l'attaque de Sánchez, elle est réduite à 4 coureurs : Sánchez, Scarponi, Voeckler et Devenyns. Voeckler passe en tête au sommet et prend ainsi la tête du classement de la montagne. Le groupe maillot jaune, réduit à environ 25 coureurs, passe au sommet avec 5 min 30 s de retard. Vincenzo Nibali (Liquigas-Cannondale) part dans la descente et obtient jusqu'à une minute d'avance sur le groupe maillot jaune avec l'aide de son coéquipier Sagan qu'il a rejoint mais il est repris à mi-pente dans le col de Richemond.
Après la descente du col de Richemond, les 4 coureurs de tête se préparent à la victoire d'étape mais ils sont rejoints de façon inattendue par Voigt à 9 km de l'arrivée. À 3 kilomètres, Devenyns attaque, il est poursuivi par Voigt et Voeckler. À 1 km, Voeckler attaque ses deux adversaires qui ne peuvent le suivre, il résiste à leur retour jusqu'à la ligne et remporte ainsi sa troisième victoire d'étape sur le Tour de France. Son coéquipier Pierre Rolland et Jurgen Van den Broeck (Lotto-Belisol) gagnent une trentaine de secondes sur le groupe maillot jaune. Bradley Wiggins (Sky) garde le maillot jaune.

## Résultats

### Classement de l'étape
| Classement de la 10e étape | Classement de la 10e étape | Classement de la 10e étape | Classement de la 10e étape | Classement de la 10e étape |
|                            | Coureur                    | Pays                       | Équipe                     | Temps                      |
| -------------------------- | -------------------------- | -------------------------- | -------------------------- | -------------------------- |
| 1er                        | Thomas Voeckler            | France                     | Europcar                   | en 4 h 26 min 26 s         |
| 2e                         | Michele Scarponi           | Italie                     | Lampre-ISD                 | + 3 s                      |
| 3e                         | Jens Voigt                 | Allemagne                  | RadioShack-Nissan          | + 7 s                      |
| 4e                         | Luis León Sánchez          | Espagne                    | Rabobank                   | + 23 s                     |
| 5e                         | Dries Devenyns             | Belgique                   | Omega Pharma-Quick Step    | + 30 s                     |
| 6e                         | Sandy Casar                | France                     | FDJ-BigMat                 | + 2 min 44 s               |
| 7e                         | Egoi Martínez              | Espagne                    | Euskaltel-Euskadi          | + 2 min 44 s               |
| 8e                         | Pierre Rolland             | France                     | Europcar                   | + 2 min 44 s               |
| 9e                         | Jurgen Van den Broeck      | Belgique                   | Lotto-Belisol              | + 2 min 44 s               |
| 10e                        | Dmitriy Fofonov            | Kazakhstan                 | Astana                     | + 2 min 52 s               |
| modifier                   |                            |                            |                            |                            |

### Points attribués
| Sprint intermédiaire de Béon (km 130,5) | Sprint intermédiaire de Béon (km 130,5) | Sprint intermédiaire de Béon (km 130,5) | Sprint intermédiaire de Béon (km 130,5) | Sprint intermédiaire de Béon (km 130,5) |
| --------------------------------------- | --------------------------------------- | --------------------------------------- | --------------------------------------- | --------------------------------------- |
|                                         | Coureur                                 | Pays                                    | Équipe                                  | Point(s)                                |
| 1er                                     | Matthew Goss                            | Australie                               | Orica-GreenEDGE                         | 20                                      |
| 2e                                      | Yauheni Hutarovich                      | Biélorussie                             | FDJ-BigMat                              | 17                                      |
| 3e                                      | Peter Sagan                             | Slovaquie                               | Liquigas-Cannondale                     | 15                                      |
| 4e                                      | Yukiya Arashiro                         | Japon                                   | Europcar                                | 13                                      |
| 5e                                      | Jens Voigt                              | Allemagne                               | RadioShack-Nissan                       | 11                                      |
| 6e                                      | Marcus Burghardt                        | Allemagne                               | BMC Racing                              | 10                                      |
| 7e                                      | Sandy Casar                             | France                                  | FDJ-BigMat                              | 9                                       |
| 8e                                      | Luis León Sánchez                       | Espagne                                 | Rabobank                                | 8                                       |
| 9e                                      | Michael Mørkøv                          | Danemark                                | Saxo Bank-Tinkoff Bank                  | 7                                       |
| 10e                                     | David Millar                            | États-Unis                              | Garmin-Sharp                            | 6                                       |
| 11e                                     | Michele Scarponi                        | Italie                                  | Lampre-ISD                              | 5                                       |
| 12e                                     | Dmitriy Fofonov                         | Kazakhstan                              | Astana                                  | 4                                       |
| 13e                                     | David Zabriskie                         | États-Unis                              | Garmin-Sharp                            | 3                                       |
| 14e                                     | Simon Gerrans                           | Australie                               | Orica-GreenEDGE                         | 2                                       |
| 15e                                     | Thomas Voeckler                         | France                                  | Europcar                                | 1                                       |
| modifier                                |                                         |                                         |                                         |                                         |

| Classement de l'étape | Classement de l'étape | Classement de l'étape | Classement de l'étape   | Classement de l'étape |
| --------------------- | --------------------- | --------------------- | ----------------------- | --------------------- |
|                       | Coureur               | Pays                  | Équipe                  | Point(s)              |
| 1er                   | Thomas Voeckler       | France                | Europcar                | 20                    |
| 2e                    | Michele Scarponi      | Italie                | Lampre-ISD              | 17                    |
| 3e                    | Jens Voigt            | Allemagne             | RadioShack-Nissan       | 15                    |
| 4e                    | Luis León Sánchez     | Espagne               | Rabobank                | 13                    |
| 5e                    | Dries Devenyns        | Belgique              | Omega Pharma-Quick Step | 11                    |
| 6e                    | Sandy Casar           | France                | FDJ-BigMat              | 10                    |
| 7e                    | Egoi Martínez         | Espagne               | Euskaltel-Euskadi       | 9                     |
| 8e                    | Pierre Rolland        | France                | Europcar                | 8                     |
| 9e                    | Jurgen Van den Broeck | Belgique              | Lotto-Belisol           | 7                     |
| 10e                   | Dmitriy Fofonov       | Kazakhstan            | Astana                  | 6                     |
| 11e                   | Thibaut Pinot         | France                | FDJ-BigMat              | 5                     |
| 12e                   | Cadel Evans           | Australie             | BMC Racing              | 4                     |
| 13e                   | Bradley Wiggins       | Royaume-Uni           | Sky                     | 3                     |
| 14e                   | Nicolas Roche         | Irlande               | AG2R La Mondiale        | 2                     |
| 15e                   | Vincenzo Nibali       | Italie                | Liquigas-Cannondale     | 1                     |
| modifier              |                       |                       |                         |                       |

### Cols et côtes
| Côte de Corlier (km 90) 2e catégorie | Côte de Corlier (km 90) 2e catégorie | Côte de Corlier (km 90) 2e catégorie | Côte de Corlier (km 90) 2e catégorie | Côte de Corlier (km 90) 2e catégorie |
| ------------------------------------ | ------------------------------------ | ------------------------------------ | ------------------------------------ | ------------------------------------ |
|                                      | Coureur                              | Pays                                 | Équipe                               | Point(s)                             |
| 1er                                  | Michael Mørkøv                       | Danemark                             | Saxo Bank-Tinkoff Bank               | 5                                    |
| 2e                                   | Andriy Grivko                        | Ukraine                              | Astana                               | 3                                    |
| 3e                                   | Jens Voigt                           | Allemagne                            | RadioShack-Nissan                    | 2                                    |
| 4e                                   | Thomas Voeckler                      | France                               | Europcar                             | 1                                    |
| modifier                             |                                      |                                      |                                      |                                      |

| Col du Grand Colombier (km 151,5) Hors catégorie | Col du Grand Colombier (km 151,5) Hors catégorie | Col du Grand Colombier (km 151,5) Hors catégorie | Col du Grand Colombier (km 151,5) Hors catégorie | Col du Grand Colombier (km 151,5) Hors catégorie |
| ------------------------------------------------ | ------------------------------------------------ | ------------------------------------------------ | ------------------------------------------------ | ------------------------------------------------ |
|                                                  | Coureur                                          | Pays                                             | Équipe                                           | Point(s)                                         |
| 1er                                              | Thomas Voeckler                                  | France                                           | Europcar                                         | 25                                               |
| 2e                                               | Michele Scarponi                                 | Italie                                           | Lampre-ISD                                       | 20                                               |
| 3e                                               | Luis León Sánchez                                | Espagne                                          | Rabobank                                         | 16                                               |
| 4e                                               | Dries Devenyns                                   | Belgique                                         | Omega Pharma-Quick Step                          | 14                                               |
| 5e                                               | Jens Voigt                                       | Allemagne                                        | RadioShack-Nissan                                | 12                                               |
| 6e                                               | Sandy Casar                                      | France                                           | FDJ-BigMat                                       | 10                                               |
| 7e                                               | Egoi Martínez                                    | Espagne                                          | Euskaltel-Euskadi                                | 8                                                |
| 8e                                               | Dmitriy Fofonov                                  | Kazakhstan                                       | Astana                                           | 6                                                |
| 9e                                               | Andriy Grivko                                    | Ukraine                                          | Astana                                           | 4                                                |
| 10e                                              | Jean-Christophe Péraud                           | France                                           | AG2R La Mondiale                                 | 2                                                |
| modifier                                         |                                                  |                                                  |                                                  |                                                  |

| \| Col de Richemond (km 174) 3e catégorie \| Col de Richemond (km 174) 3e catégorie \| Col de Richemond (km 174) 3e catégorie \| Col de Richemond (km 174) 3e catégorie \| Col de Richemond (km 174) 3e catégorie \| \| -------------------------------------- \| -------------------------------------- \| -------------------------------------- \| -------------------------------------- \| -------------------------------------- \| \| \| Coureur \| Pays \| Équipe \| Point(s) \| \| 1er \| Thomas Voeckler \| France \| Europcar \| 2 \| \| 2e \| Michele Scarponi \| Italie \| Lampre-ISD \| 1 \| \| modifier \| \| \| \| \| |                  |        |            |          |
| Col de Richemond (km 174) 3e catégorie |                  |        |            |          |
| | Coureur          | Pays   | Équipe     | Point(s) |
| 1er | Thomas Voeckler  | France | Europcar   | 2        |
| 2e | Michele Scarponi | Italie | Lampre-ISD | 1        |
| modifier |                  |        |            |          |

## Classements à l'issue de l'étape

### Classement général
| Classement général | Classement général    | Classement général | Classement général  | Classement général |
|                    | Coureur               | Pays               | Équipe              | Temps              |
| ------------------ | --------------------- | ------------------ | ------------------- | ------------------ |
| 1er                | Bradley Wiggins       | Royaume-Uni        | Sky                 | en 43 h 59 min 2 s |
| 2e                 | Cadel Evans           | Australie          | BMC Racing          | + 1 min 53 s       |
| 3e                 | Christopher Froome    | Royaume-Uni        | Sky                 | + 2 min 7 s        |
| 4e                 | Vincenzo Nibali       | Italie             | Liquigas-Cannondale | + 2 min 23 s       |
| 5e                 | Denis Menchov         | Russie             | Katusha             | + 3 min 2 s        |
| 6e                 | Haimar Zubeldia       | Espagne            | RadioShack-Nissan   | + 3 min 19 s       |
| 7e                 | Maxime Monfort        | Belgique           | RadioShack-Nissan   | + 4 min 23 s       |
| 8e                 | Jurgen Van den Broeck | Belgique           | Lotto-Belisol       | + 4 min 48 s       |
| 9e                 | Nicolas Roche         | Irlande            | AG2R La Mondiale    | + 5 min 29 s       |
| 10e                | Tejay van Garderen    | États-Unis         | BMC Racing          | + 5 min 31 s       |
| modifier           |                       |                    |                     |                    |

### Classement par points
| Classement par points | Classement par points | Classement par points | Classement par points | Classement par points |
| --------------------- | --------------------- | --------------------- | --------------------- | --------------------- |
|                       | Coureur               | Pays                  | Équipe                | Point(s)              |
| 1er                   | Peter Sagan           | Slovaquie             | Liquigas-Cannondale   | 232 points            |
| 2e                    | Matthew Goss          | Australie             | Orica-GreenEDGE       | 205 pts               |
| 3e                    | André Greipel         | Allemagne             | Lotto-Belisol         | 172 pts               |
| modifier              |                       |                       |                       |                       |

### Classement du meilleur grimpeur
| Classement du meilleur grimpeur | Classement du meilleur grimpeur | Classement du meilleur grimpeur | Classement du meilleur grimpeur | Classement du meilleur grimpeur |
| ------------------------------- | ------------------------------- | ------------------------------- | ------------------------------- | ------------------------------- |
|                                 | Coureur                         | Pays                            | Équipe                          | Point(s)                        |
| 1er                             | Thomas Voeckler                 | France                          | Europcar                        | 28 points                       |
| 2e                              | Fredrik Kessiakoff              | Suède                           | Astana                          | 21 pts                          |
| 3e                              | Michele Scarponi                | Italie                          | Lampre-ISD                      | 21 pts                          |
| modifier                        |                                 |                                 |                                 |                                 |

### Classement du meilleur jeune
| Classement général du meilleur jeune | Classement général du meilleur jeune | Classement général du meilleur jeune | Classement général du meilleur jeune | Classement général du meilleur jeune |
|                                      | Coureur                              | Pays                                 | Équipe                               | Temps                                |
| ------------------------------------ | ------------------------------------ | ------------------------------------ | ------------------------------------ | ------------------------------------ |
| 1er                                  | Tejay van Garderen                   | États-Unis                           | BMC Racing                           | en 44 h 4 min 33 s                   |
| 2e                                   | Rein Taaramäe                        | Estonie                              | Cofidis                              | + 25 s                               |
| 3e                                   | Thibaut Pinot                        | France                               | FDJ-BigMat                           | + 3 min 22 s                         |
| modifier                             |                                      |                                      |                                      |                                      |

### Classement par équipes
| Classement par équipes | Classement par équipes | Classement par équipes | Classement par équipes |
|                        | Équipe                 | Pays                   | Temps                  |
| ---------------------- | ---------------------- | ---------------------- | ---------------------- |
| 1re                    | RadioShack-Nissan      | Luxembourg             | en 132 h 2 min 22 s    |
| 2e                     | Sky                    | Royaume-Uni            | + 4 min 58 s           |
| 3e                     | BMC Racing             | États-Unis             | + 22 min 6 s           |
| modifier               |                        |                        |                        |

## Abandon
- Rémy Di Grégorio (Cofidis) : non-partant, suspendu la veille du départ de l'étape par son équipe
- Matthew Lloyd (Lampre-ISD) : non-partant
- Tony Martin (Omega Pharma-Quick Step) : non-partant